# قانون النفط العراقي (2007)
قانون النفط العراقي، الذي يشار إليه أيضًا باسم قانون النفط والغاز العراقي، كان جزءًا من التشريع الذي قُدّم إلى مجلس النواب العراقي في مايو 2007، الذي وضع إطارًا لتنظيم وتطوير حقول النفط العراقية.

## بداية العملية
بدأ التشريع عندما وافق مجلس الوزراء العراقي المدعوم من الولايات المتحدة على قانون نفط جديد كان من المقرر أن يمنح الشركات الأجنبية العقود طويلة الأجل والإطار القانوني الآمن الذي كانت تنتظره. وأثار القانون النقابات العمالية والناشطين الدوليين الذين قالوا إن إنتاج النفط يجب أن يبقى في أيدي العراقيين.
في 10 مارس 2007، حثّ نواب عراقيون بارزون وسياسيون ووزراء سابقون وتكنوقراط نفطيون برلمان بغداد على رفض قانون النفط والغاز المثير للجدل في العراق، خوفًا من أن يؤدي التشريع الجديد إلى مزيد من الانقسام في البلاد التي تشهد بالفعل حربًا أهلية.
في 28 أبريل 2007، تحولت المناقشات إلى خلاف بين أكثر من 60 مسؤولًا نفطيًا عراقيًا يراجعون مشروع قانون النفط والغاز العراقي في الإمارات العربية المتحدة. ولكن الخلاف سلط الضوء على الحاجة إلى مزيد من المفاوضات بشأن القانون المقترح الذي توقفت المحادثات بشأنه لنحو ثمانية أشهر، ثم جرى دفعه من طريق مجلس الوزراء العراقي دون معظم البنود الرئيسية.
بحلول 2 ديسمبر 2007، كانت إدارة بوش قلقة من أن المكاسب الأمنية الأخيرة في العراق قد يتم تقويضها من طريق استمرار الجمود السياسي، وبدأت بدفع الحكومة العراقية لإكمال تشريعات الإصلاح التي طال انتظارها في غضون ستة أشهر.

## استجابة القانون الإداري
في 30 يونيو 2008، لعبت مجموعة من المستشارين الأمريكيين بقيادة فريق صغير من وزارة الخارجية دورًا أساسيًا في صياغة العقود بين الحكومة العراقية وخمس شركات نفط غربية كبرى لاستغلال بعض أكبر الحقول في العراق بحسب مسؤولين أميركيين.
في يونيو 2008، أعلنت وزارة النفط العراقية عن خطط للمضي قدمًا في عقود صغيرة مدتها عام أو عامين دون عطاءات مع شركات Exxon Mobil  وShell وTotal وBP، التي كانوا شركاء في شركة نفط العراق، جنبًا إلى جنب مع شركة Chevron  وشركات صغيرة أخرى لخدمة أكبر حقول النفط في العراق.  انتقد العديد من أعضاء مجلس الشيوخ الأمريكي الصفقة، بحجة أنها تعرقل جهود تمرير قانون النفط والغاز.
بحلول الأول من يوليو 2008، دعت الحكومة العراقية الشركات الأجنبية يوم الاثنين للمساعدة في تعزيز إنتاج حقول النفط الرئيسية في البلاد، وبدء منافسة عالمية للوصول إلى ثالث أكبر احتياطيات في العالم.
بحلول فبراير 2009، كان العراق قد «لَطّف» الشروط التي كان يعرضها على شركات النفط العالمية التي تتنافس لتطوير احتياطيات البلاد في أول مثال ملموس للتحول العالمي في القوة الذي بدأ باكتساح صناعة النفط.
العراق، الذي أعطى تراخيص مسبقة ل 45 للمزايدة على عقود لستة حقول مطورة جزئيًا، وأربعة حقول غير مطورة عرضت في جولة التراخيص الثانية بحلول منتصف ديسمبر.

## تاريخ
في عام 1972، أصبحت صناعة النفط العراقي وطنية بالكامل، وقد منحت الحكومة في التسعينيات، برئاسة صدام حسين، اتفاقيات مشاركة في الإنتاج لشركات روسية وصينية أعطت نسبة ربح أقل من 10 بالمئة.
استعانت إدارة بوش بشركة BearingPoint الاستشارية للمساعدة في صياغة القانون في عام 2004. جرت الموافقة على مشروع القانون من قبل مجلس الوزراء العراقي في فبراير 2007. وتعد إدارة بوش أن إقرار القانون معيار مرجعي لحكومة رئيس الوزراء نوري المالكي. كانت إحدى العقبات عدم شعبية القانون، كما يراها الشعب العراقي. أظهر استطلاع للرأي أجرته مؤسسةOil Change International، وجماعات أخرى، في عام 2007، أن 63٪ من العراقيين الذين شملهم الاستطلاع «يفضلون أن يجري تطوير وإنتاج نفط العراق من قبل الشركات العراقية المملوكة للدولة من الشركات الأجنبية»،  وهذا ما يفسر سبب توقف القانون في البرلمان العراقي.

## مشاركة الأرباح
يجيز القانون الجديد اتفاقيات المشاركة في الإنتاج (PSAs) التي تضمن ربحًا لشركات النفط الأجنبية.
توزع الحكومة المركزية عائدات النفط المتبقية في جميع أنحاء البلاد على أساس نصيب الفرد. يسمح مشروع القانون لمحافظات العراق بالحرية من الحكومة المركزية في منح عقود التنقيب والإنتاج. يسمح الدستور العراقي للمحافظات بتشكيل مناطق شبه مستقلة، تتحكم بالكامل في مواردها الطبيعية.

## انتقاد القانون الجديد
زعم بعض النقاد أن قانون النفط العراقي الجديد لم يكن ضروريًا لأن العراق لديه أرخص نفط يمكن استخراجه.  ادعى محللون آخرون أن العقود دون مزايدة المعطى لشركات النفط الأمريكية تمثل استغلالًا، لأن العديد من الشركات غير الأمريكية ستقدم الخدمة نفسها للعقود الأقصر، ونسبة أقل من الإيرادات.